# St. Johannes Nepomuk (Hövelhof)

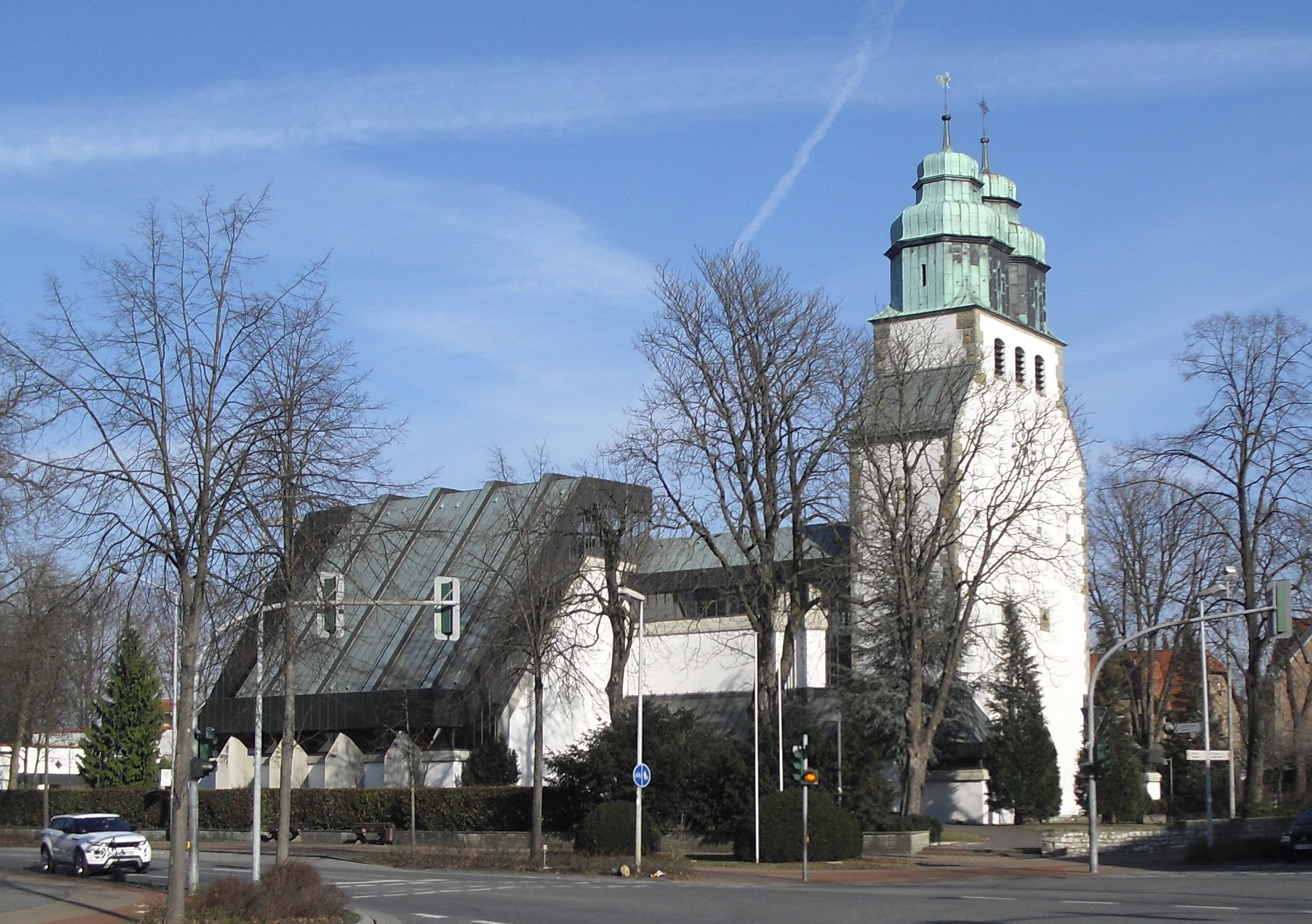
St. Johannes Nepomuk Pfarrkirche in Hövelhof

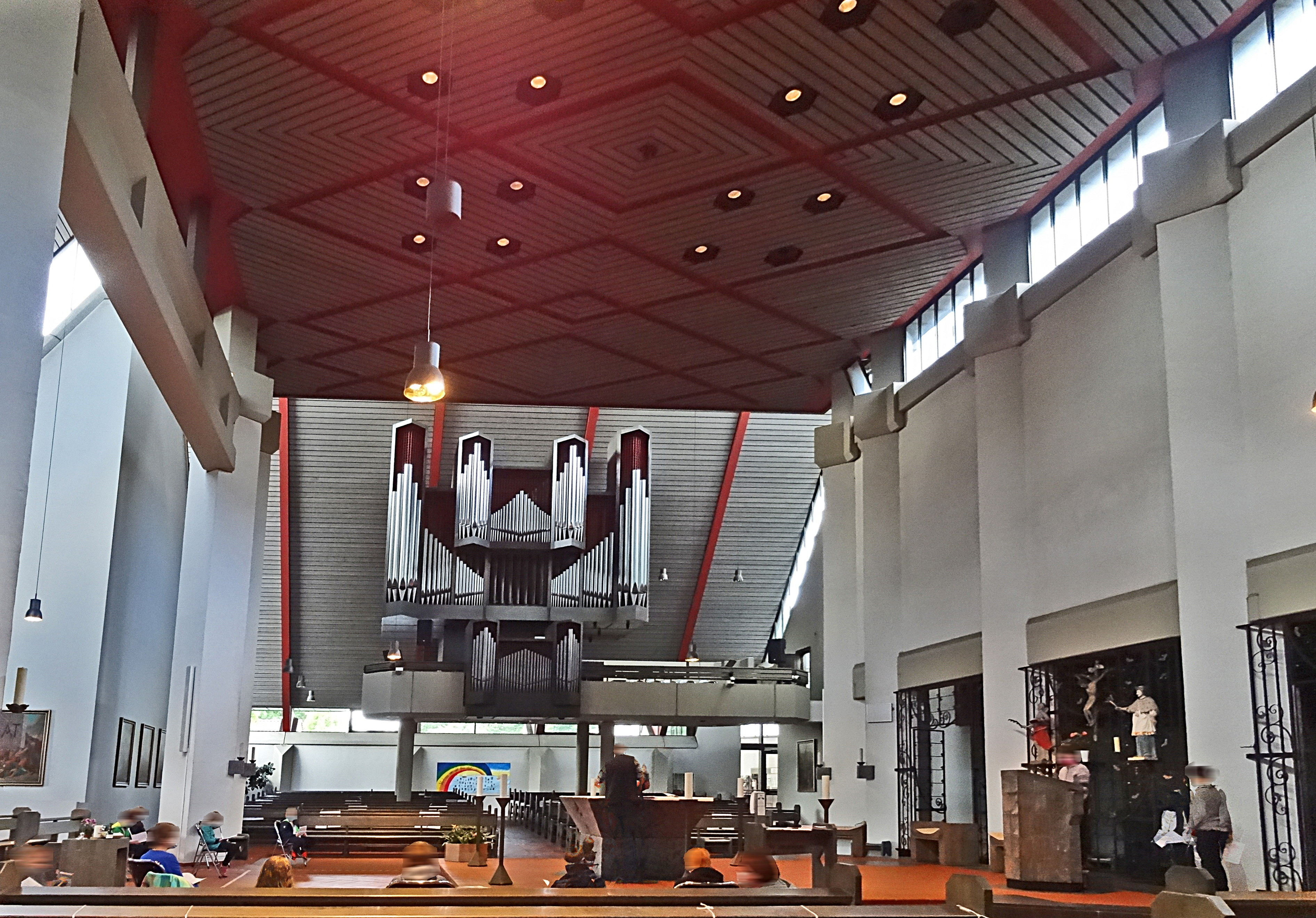
Innenansicht

St. Johannes Nepomuk ist eine katholische Pfarrkirche im ostwestfälischen Hövelhof im Kreis Paderborn. Kirche und Gemeinde gehört zum Pastoralverbund Delbrück-Hövelhof im Dekanat Büren-Delbrück des Erzbistums Paderborn.

## Geschichte

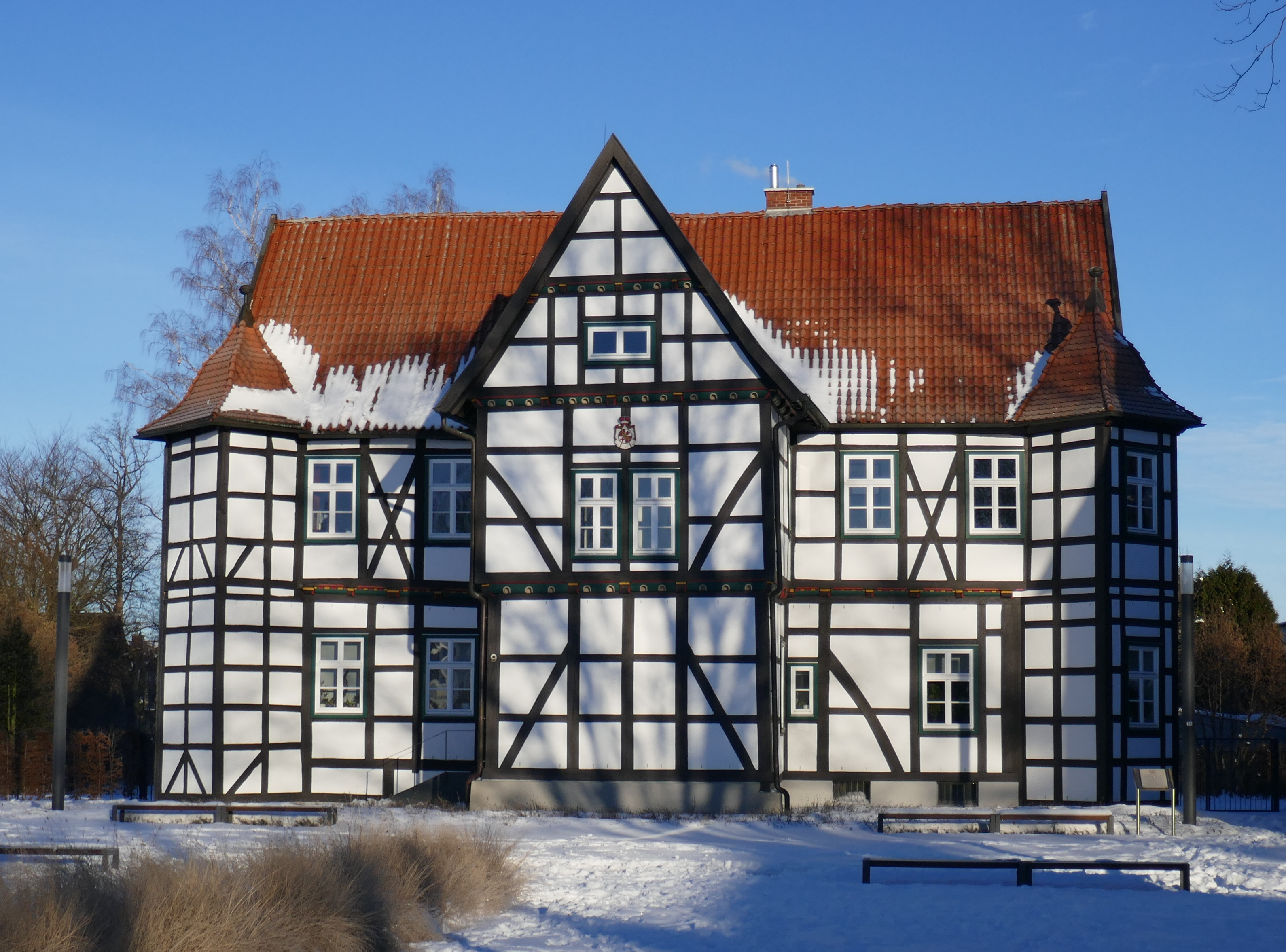
Fürstbischöfliches Jagdschloss, später Pfarrhaus in Hövelhof

Im Jahre 1706 ließ Franz Arnold von Wolff-Metternich zur Gracht, Bischof von Paderborn und Münster vor dem fürstbischöflichen Jagdschloss die erste Pfarrkirche von Hövelhof errichten. Aus alten Berichten kann man entnehmen, dass die Kirche auf jeder Seite 12 Bänke hatte und 80 Jahre lang als Pfarrkirche diente.
1786 konnte der erste Gottesdienst in der zweiten Pfarrkirche, dessen Bau vier Jahre dauerte, gefeiert werden. Bis 1928 feierte die katholische Gemeinde Hövelhof in dieser Kirche Gottesdienste.
Da diese Kirche nach 140 Jahren für die gewachsene Gemeinde zu klein und darüber hinaus auch baufällig geworden war, zog die Gemeinde in eine Notkirche im Saal Epping um und man begann mit dem Bau einer neuen Pfarrkirche. Am 15. August 1929 wurde der erste Gottesdienst in dieser Kirche gefeiert. Am 3. März 1934 erfolgte die Konsekration der Kirche und im Dezember 1961 bekam die Pfarrkirche eine neue Orgel.

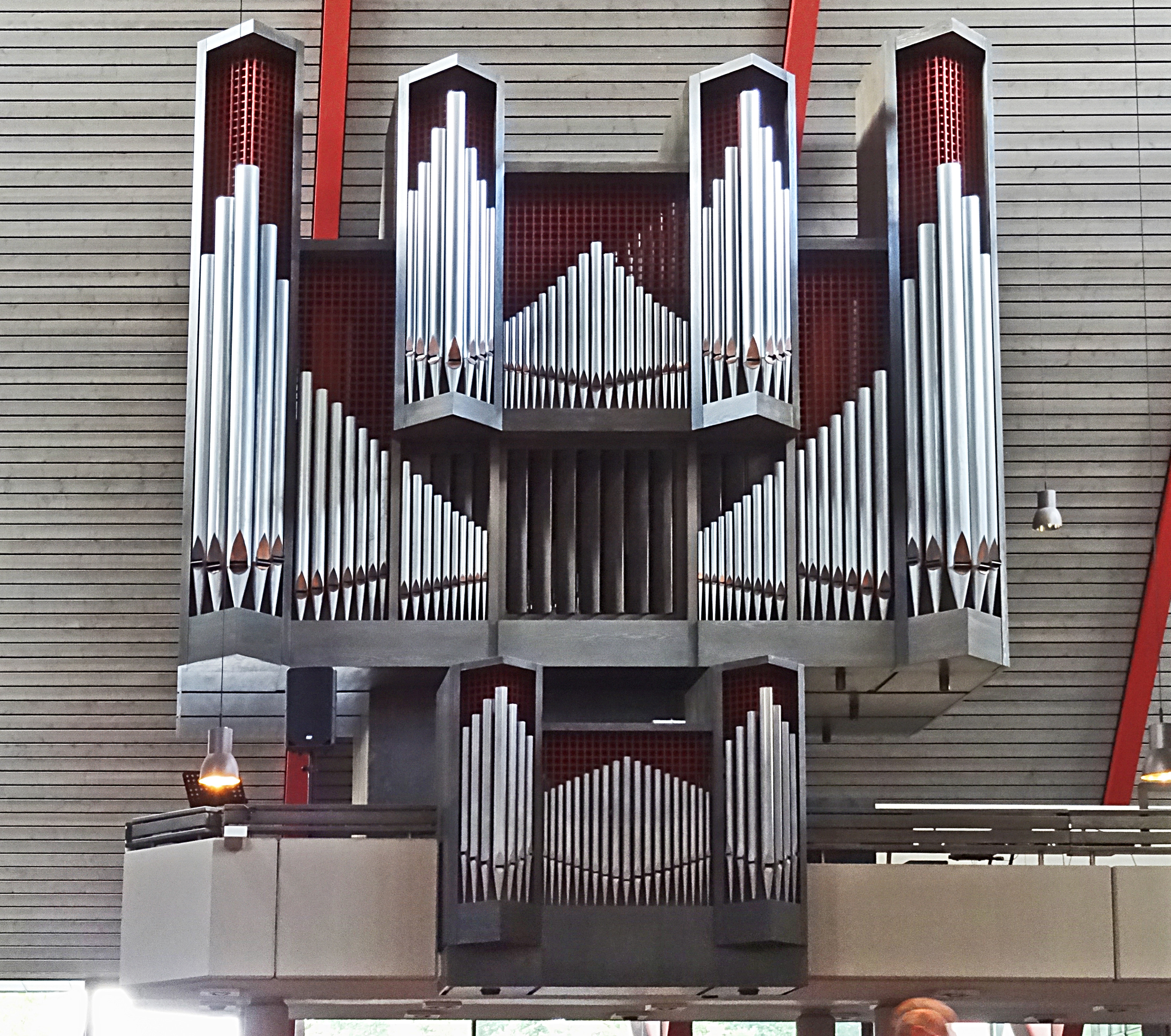
Orgel

In den 1970er Jahren war die Pfarrkirche abermals zu klein. Zunächst wollte man die vorhandene Kirche lediglich erweitern, jedoch stellte man in den Planungen fest, dass nur der Kirchturm erhalten werden kann. Am 18. April 1977 wurde im Saal Epping abermals eine Notkirche eingerichtet. Im Folgenden wurde die alte Kirche abgetragen und der Kirchturm aufwendig saniert. Am 15. September 1979 war der Neubau abgeschlossen und die Kirche konnte durch den Paderborner Erzbischof Johannes Joachim Degenhardt geweiht werden.

## Pastoren und Pfarrer
- Levinus Richter (1715–1719)

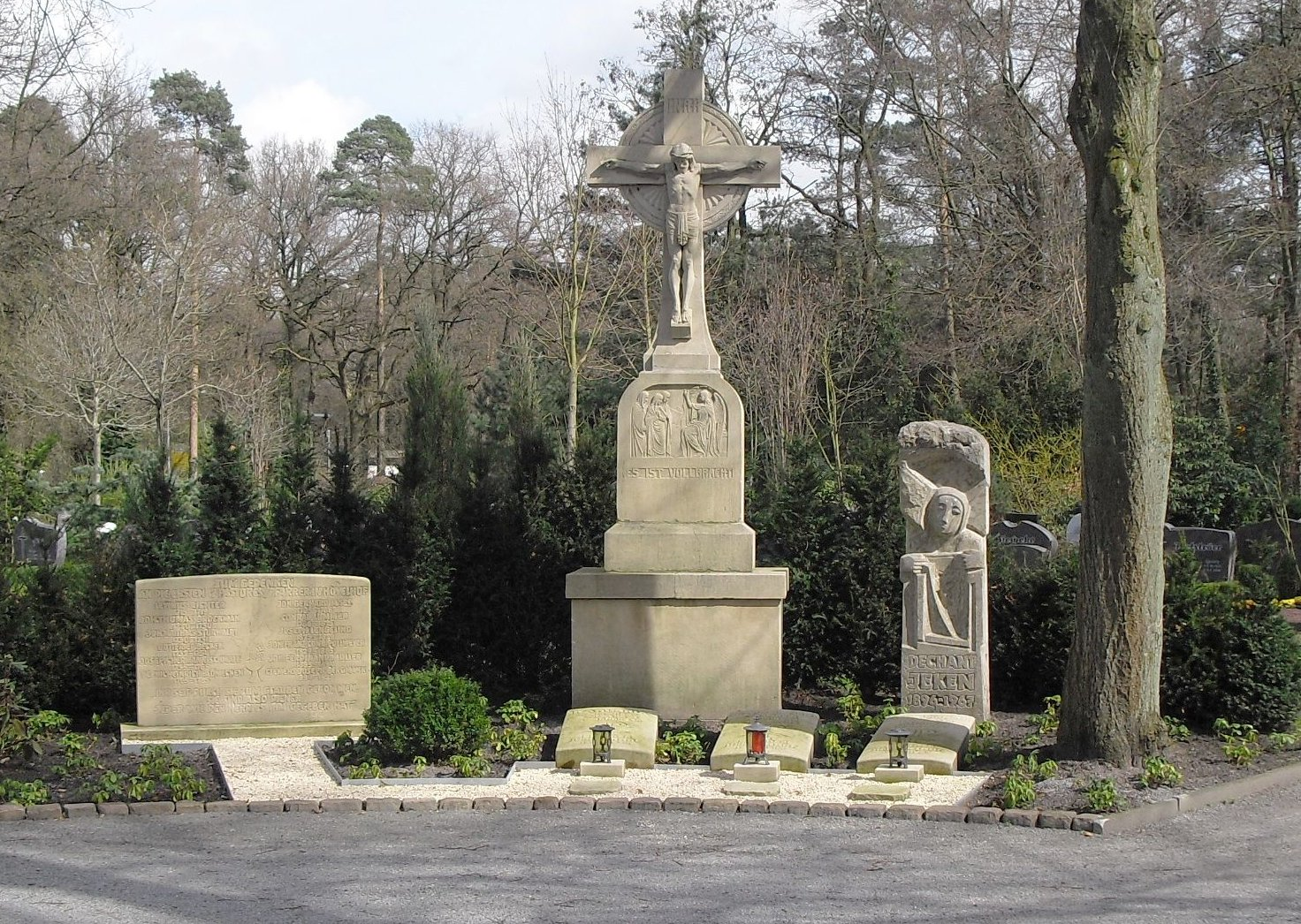
Pastorengräber auf dem Friedhof in Hövelhof

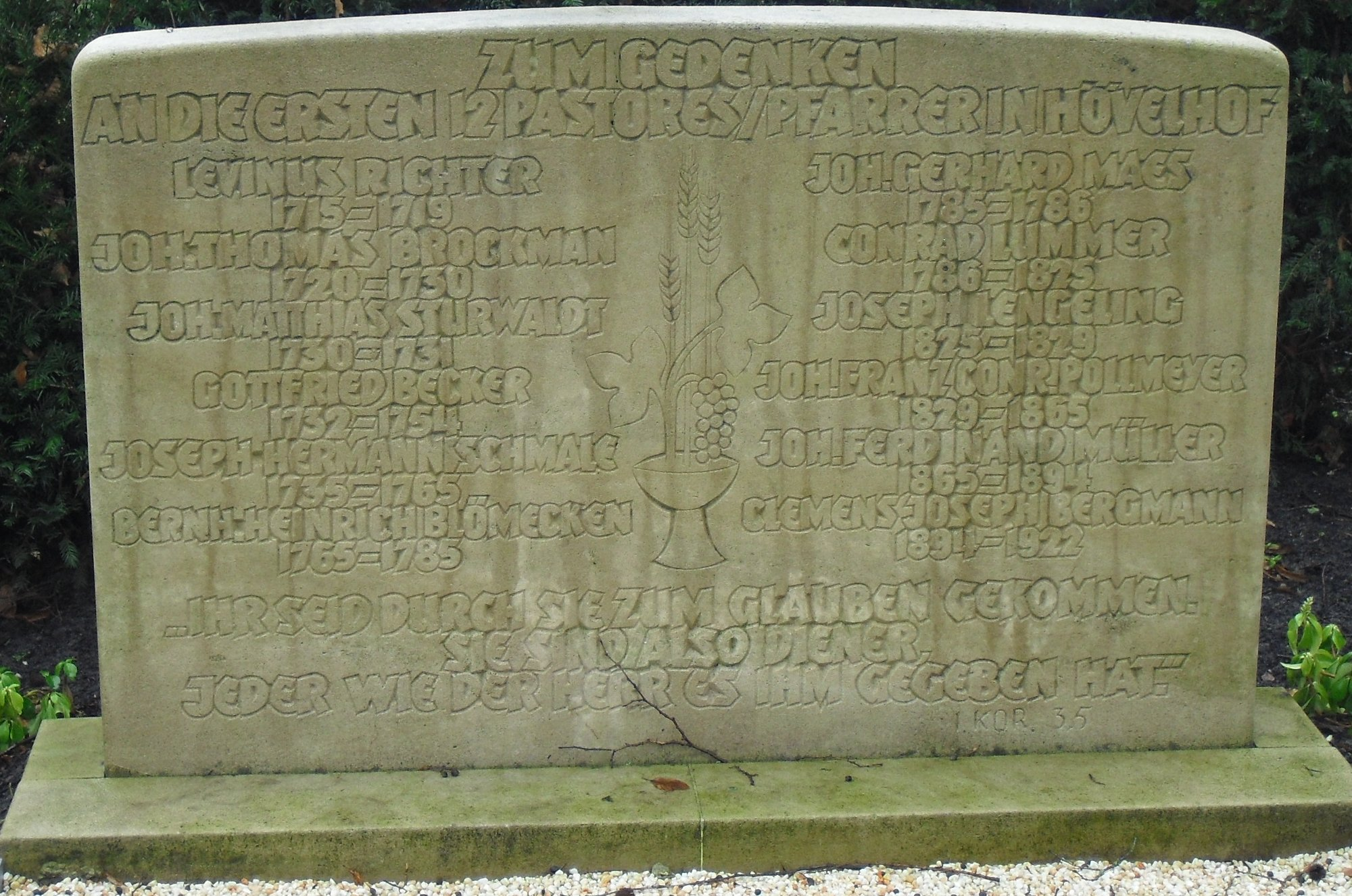
Gedenkstein für die ersten 12 Pastoren/Pfarrer in Hövelhof

- Johannes Thomas Brockmann (1720–1730)
- Johannes Matthias Sturwaldt (1730–1731)
- Gottfried Becker (1732–1754)
- Joseph Hermann Schmale (1735–1765)
- Bernhard Heinrich Blömecken (1765–1785)
- Johannes Gerhard Maes (1785–1786)
- Conrad Lummer (1786–1825)
- Joseph Lengeling (1825–1829)
- Johannes Franz Conrad Pollmeyer (1829–1865)
- Johannes Ferdinand Müller (1865–1894)
- Clemens Joseph Bergmann (1894–1922)
- Karl Brix (1922–1934)
- Dr. Eduard Mantel (1935–1945)
- Bernhard Jeken (1945–1967)
- Josef Heller (1967–1995)
- Georg Trepczyk (1995–1996)
- Christoph Robrecht (1996–2004)
- Bernd Haase (2004–2015)

### Leiter des Pastoralverbundes Delbrück-Hövelhof
- Bernd Haase (2015–2024)
- Manuel Klashörster (seit 2024)